# Quíntupla coroa
A quíntupla coroa (quintuple em inglês) é um termo que indica uma vitória pela mesma equipe ou esportista de cinco importantes títulos, normalmente em uma mesma temporada.

## Futebol europeu
- Inter de Milão venceu, em 2010, Mundial de Clubes da FIFA, Liga dos Campeões da UEFA, Campeonato Italiano, Coppa Italia e Supercopa Italiana.
- Barcelona, em 2011, venceu Mundial de Clubes da FIFA, Liga dos Campeões da UEFA, Supercopa da UEFA, Campeonato Espanhol e Supercopa da  Espanha.
- Bayern Munique venceu, em 2013, Mundial de Clubes da FIFA, Liga dos Campeões da UEFA, Supercopa da UEFA, Campeonato Alemão e Copa da Alemanha.
- Barcelona, em 2015, venceu Mundial de Clubes da FIFA, Liga dos Campeões da UEFA, Supercopa da UEFA, Campeonato Espanhol e Copa do Rei.
- Real Madrid, em 2017, venceu Copa do Mundo de Clubes da FIFA, Liga dos Campeões da UEFA, Supercopa da UEFA, Campeonato Espanhol e Supercopa da Espanha.
- Manchester City, em 2023, venceu Copa do Mundo de Clubes da FIFA, Liga dos Campeões da UEFA, Supercopa da UEFA,  Campeonato Inglês e Copa da Inglaterra.